# 赤道 (うるま市)
赤道（あかみち）は、沖縄県うるま市の地名。郵便番号は904-2245。

## 地理
うるま市南部に位置し、江洲・高江洲・兼箇段・宮里・沖縄市明道・沖縄市知花と隣接する。

## 出身者
- 志喜屋孝信
- 照屋寛徳
- 照屋大河

## 交通
- 沖縄県道75号沖縄石川線
- 沖縄県道16号線

## 施設
- 具志川赤道郵便局
- 琉球銀行赤道支店
- 沖縄銀行赤道支店
- オートバックス
- ファミリーマート具志川赤道店
- 県営赤道団地
- 県営大原団地
- ジミーうるま店

なお、サンエー赤道ショッピングタウンの住所は高江洲。